# Nikolai Gorelov
Nikolai Fedorovitx Gorelov (en rus: Николай Федорович Горелов) (Orenburg, óblast de Kaluga, 23 de febrer de 1948) va ser un ciclista soviètic d'origen rus. Va participar en els Jocs Olímpics de 1976. Un cop retirat va ser director esportiu de diferents equips.

## Palmarès
- 1971
  - Vencedor d'una etapa a la Volta a Iugoslàvia
- 1973
  - 1r al Circuit de La Sarthe i vencedor d'una etapa
  - Vencedor d'una etapa al Gran Premi Guillem Tell
- 1974
  - 1r al Gran Premi d'Annaba
- 1975
  -  Campió de la Unió Soviètica en contrarellotge per equips
- 1976
  - 1r a la Volta a Sotxi
  - Vencedor de 2 etapes a la Cursa de la Pau
  - Vencedor d'una etapa al Ruban granitier breton
  - Vencedor d'una etapa al Circuit de Saona i Loira
- 1977
  - Vencedor d'una etapa a la Volta a Cuba